# La Capilla del Refugio
La Capilla del Refugio es una localidad del estado mexicano de Jalisco. Es parte del municipio de Ixtlahuacán de los Membrillos.

## Demografía
| Gráfica de evolución demográfica |
|                                  |

| Censo | Población |
| ----- | --------- |
| 1900  | 836       |
| 1910  | 527       |
| 1921  | 816       |
| 1930  | 706       |
| 1940  | 538       |
| 1950  | 636       |
| 1960  | 685       |
| 1970  | 963       |
| 1980  | 856       |
| 1990  | 1 667     |
| 2000  | 2 053     |
| 2010  | 3 495     |
| 2020  | 2 637     |